# Alastor angulicollis
Alastor angulicollis är en stekelart som beskrevs av Spinosa. Alastor angulicollis ingår i släktet Alastor och familjen Eumenidae. Inga underarter finns listade i Catalogue of Life.